# Geopark Famenne-Ardenne

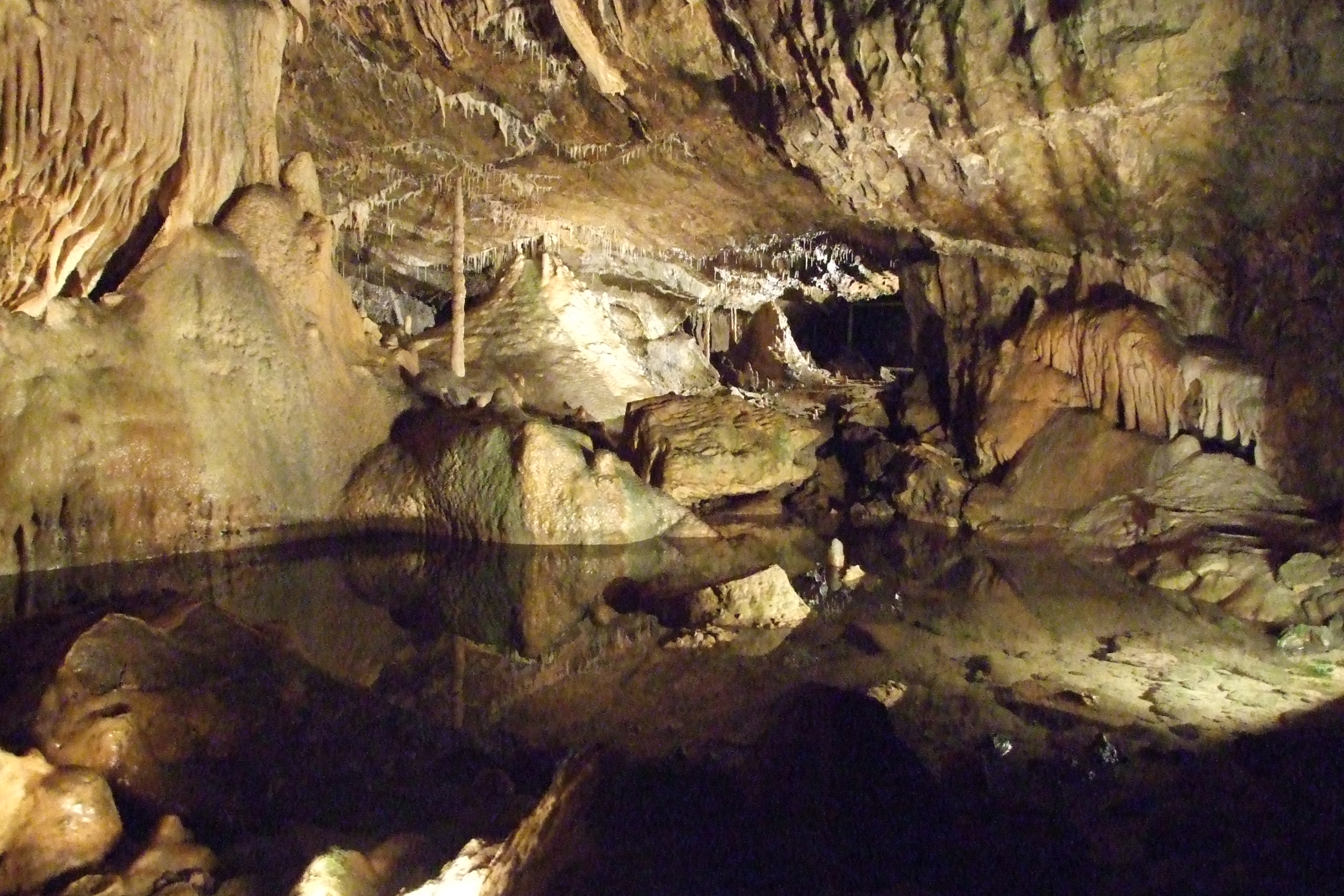
Grotten van Hotton in het Geopark

Het Geopark Famenne-Ardenne (Frans:Géoparc Famenne-Ardenne) is een door UNESCO erkend mondiaal geopark in België. Het heeft een oppervlakte van 915 km² en ligt in de gemeentes Beauraing, Durbuy, Hotton, Marche-en-Famenne, Nassogne, Rochefort, Tellin en Wellin. 
Het Geopark ligt grotendeels in de Famenne en de kalksteenstrook van de Calestienne, in het stroomgebied van de Lesse, de Lomme en de Ourthe, en omvat grotten, rotswanden en karstverschijnselen zoals de grotten van Han, de grotten van Hotton, de grot van Lorette-Rochefort en het anticlinaal van Durbuy.